# Дансько-шведська війна (1643—1645)
Дансько-шведська війна 1643—1645, Війна Торстенсона (швед. Torstensons krig) або Ганнібалова війна (норв. Hannibalsfeiden) — війна між Данією та Швецією, названа кожною зі сторін на честь своїх полководців, відповідно Леннарта Торстенсона і Ганнібала Сехестеда. Війна була частиною Тридцятирічної війни. Завершилася вона перемогою Швеції і підписанням мирного договору в Бремсебру 13 серпня 1645 року. (Бремсебруський мир).

## Історія

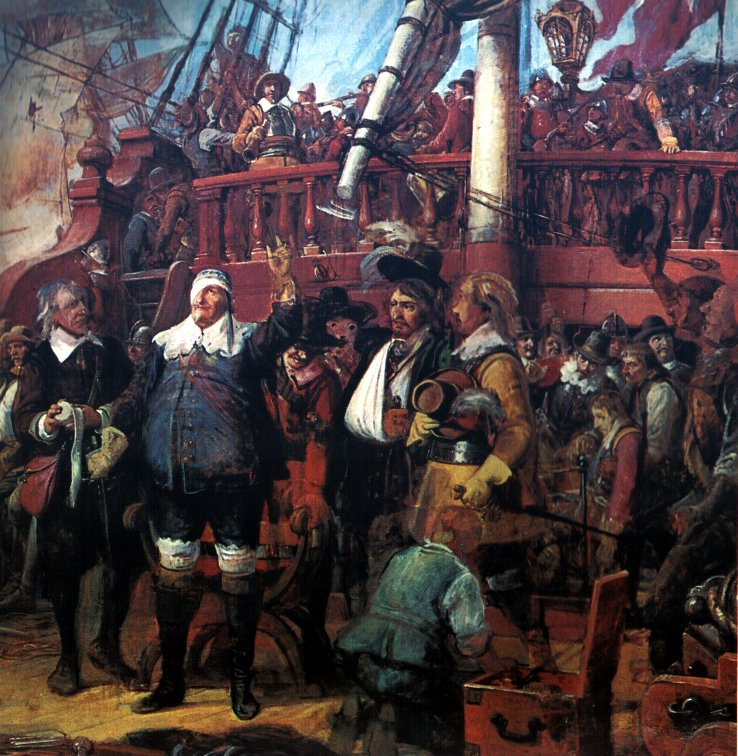
Король Данії Крістіан IV, незваєаючи на поранення боровся до кінця зі шведами в бухті Кіля (робота — худ. Вільгельма Марстранда)

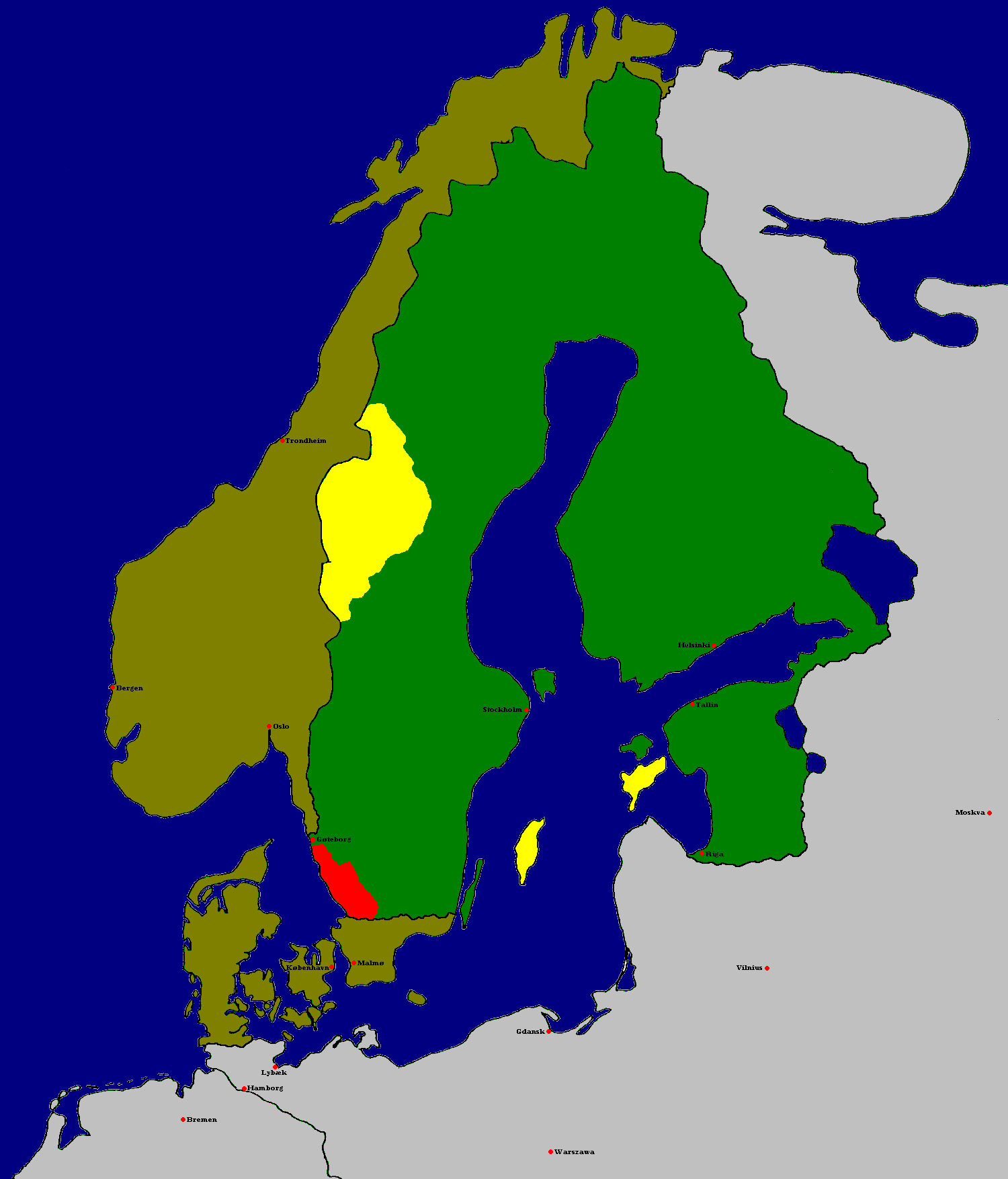
Карта показує наслідки Договору Бремсебру 1645 року: Коричневим — Данія та Норвегія; зеленим — Швеція; жовтим — провінції Ємтланд, Гер'єдален, Ідре і Сарна, і Балтійське море з островами Готланд і Саару, які відійшли до Швеції; червоним — провінція Галланд (на 30 років)

- Аксель Оксеншерна, шведський канцлер виправдовував напад, заявивши, що «Данія є не менш ворожою до нас ніж Австрія і є більш небезпечною, тому що вона ближче». Але це навряд чи можна вважати оборонними позиціями Швеції. Після нищівного удару в Австрії в 1625 році Данія була сильно ослаблена. В той час як шведська армія, навпаки, продемонструвала блискучі успіхи на європейських полях битв. Швеція була активною й агресивною і скористатися слабкістю Данії. Такі як Оксеншерна зважуються на війну для використання ситуації на збільшення плати за прохід через данські протоки.
- Восени 1643 р. Торстенссон перебував у Німеччині і готувався до походу на Відень для того, щоб напасти і швидко рушити на північ. Хоча попереджав свого посла в Стокгольмі, а данський король Крістіан IV відмовлявся вірити інформації та не мобілізував військових. Тому шведи змогли безперешкодно зайняти півострів Ютландію в грудні. Після чого війна велася на морі, де з великою енергією і мужністю почав організовувати оборону король Крістіан.
- У червні 1644 року його кораблі виграли важливу битву у Кольберг, коротко блокувавши шведський флот у бухті Кілі. Тоді на допомогу шведам прийшли голландці. Вони допомогли встановити контроль над шведським морем і завоювати острів Борнхольм.
- На початку 1645 р. Данія не вбачала існування реальних шансів для погашення розвитку Тридцятилітньої війни, хоча Оксеншерна був до кінця кампанії. Він і підписав договір у Бремсебру, за яким отримував шведські та норвезькі провінції Ємтланд, Гердален, Готланд і (нинішня назва) «Сааремаа», і провінцію Галланд — тимчасово на 30 років. Данії також було відмовлено у праві на отримання податків зі шведів (наслідок Кальмарської унії, коли Данія правила Швецією), і шведські судна звільнені від усіх зборів в протоках. Цей договір закінчив період розвитку данської імперії на Балтійському морі та її провідної ролі в даному регіоні.

.